# Anna e i lupi
Anna e i lupi (Ana y los lobos) è un film spagnolo del 1972 diretto da Carlos Saura.